# Viola kusnezowiana
Viola kusnezowiana is een soort uit het geslacht viooltje (Viola). De wetenschappelijke naam werd gepubliceerd door Wilhelm Becker in 1915.

## Determinatie
Viola kusnezowiana is een vaste, kruidachtige plant. De soort bereikt een hoogte van 10 cm. De bloemen zijn geel gekleurd en tot 10 mm lang. De plant bloeit van juni tot juli.

## Ecologie
De soort wordt gevonden in vochtige en schaduwrijke plaatsen in naaldbossen en gemengde bossen en in mosrijke rotsvegetatie van rivieren en bergbeken.

## Verspreiding
Het verspreidingsgebied strekt zich uit over het Russische Verre Oosten in de regio's Chabarovsk, Amoer en de Joodse Autonome Oblast.
... · 
V. arvensis (akkerviooltje) · 
V. ×bavarica (middelst bosviooltje) · 
V. biflora (tweebloemig viooltje) · 
V. calcarata (langsporig viooltje) · 
V. canina (hondsviooltje) · 
V. cornuta (hoornviooltje) · 
V. cryana · 
V. curtisii (duinviooltje) · 
V. epipsila · 
V. guestphalica (violette zinkviooltje) · 
V. hirta (ruig viooltje) · 
V. ircutiana · 
V. kusnezowiana · 
V. lutea · 
V. lutea subsp. calaminaria (zinkviooltje) · 
V. lutea subsp. lutea (geel viooltje) · 
V. lutea subsp. elegans ·
V. mirabilis (wonderviooltje) · 
V. odorata (maarts viooltje) · 
V. palustris (moerasviooltje) · 
V. persicifolia (melkviooltje) · 
V. pubescens · 
V. reichenbachiana (donkersporig bosviooltje) · 
V. riviniana (bleeksporig bosviooltje) · 
V. rupestris (zandviooltje) · 
V. tricolor (driekleurig viooltje) · 
...